# John Corigliano
John Corigliano (16 de fevereiro de 1938) é um compositor estadunidense. Venceu o Oscar de melhor trilha sonora na edição de 2000 por Le violon rouge.